# 八路军总部马牧旧址
八路军总部马牧旧址，位于山西省临汾市洪洞县辛村镇马二村（原赵城县马牧村），1937年12月30日到1938年2月20日，朱德、彭德怀率八路军总部在此驻扎52天。旧址为清代建筑，占地面积1436.6平方米，坐西面东，现存6栋23间。2021年8月4日公布为第六批山西省文物保护单位。